# Аппель, Поль
Поль Эми́ль Аппе́ль (фр. Paul Émile Appell; 1855—1930) — французский математик и механик, ректор Парижского университета (1920—1925). Близкий друг и биограф Анри Пуанкаре, автор более ста книг и статей по анализу, геометрии и механике, в том числе лучшего (по мнению российского механика и энциклопедиста Дмитрия Бобылёва) курса теоретической механики своего времени.

## Биография и научная деятельность
Родился 27 сентября 1855 года в Страсбурге. После аннексии Эльзаса Германией (1871) семья переселилась в Нанси, где юноша познакомился и подружился с Анри Пуанкаре.
В 1873 году поступил в Высшую нормальную школу в Париже. В 1876 году получил учёную степень доктора математики, защитив диссертацию: «Sur les propriétés des coubiques gauches et le mouvement hélicoïdal d’un corps solide».
В 1881 году женился на Эмили Бертран, племяннице Шарля Эрмита. В 1885 году получил должность профессора на кафедре рациональной механики в Парижском университете.
В 1892 году избран членом Французской академии наук. В 1911 году стал членом-корреспондентом Петербургской академии наук, в 1925 году был избран иностранным почётным членом Российской академии наук.
За работу 1889 года «Sur les intégrales des fonctions а multiplicateur et leurs applications au développement des fonctions abèliennes en series trigonometriques» по представлению немецкого математика Карла Вейерштрасса был награждён премией короля Швеции Оскара II (совместно с Пуанкаре).
Скончался 24 октября 1930 года в городе Париже. В честь Аппеля назван астероид (988) Аппелла, открытый в 1922 году.
Дочь — писательница Камилла Марбо, жена математика Эмиля Бореля.

## Избранная библиография
- «Sur les intégrales des fonctions а multiplicateur et leurs applications au développement des fonctions abèliennes en series trigonometriques»
- «Sur les propriétés des coubiques gauches et le mouvement hélicondal d un corps solide»
- «Mécanique rationnelle»
- «Traité de mécanique rationnelle»
- «Éléments d’analyse mathématique à l’usage des ingénieurs et des physiciens : cours professé à l'École centrale des arts et manufactures»
- «Éléments de la théorie des vecteurs et de la géométrie analytique»
- «Principes de la théorie des fonctions elliptiques et applications»
- «Le problème géométrique des déblais et remblais»
- «Souvenirs d’un alsacien»